# Ezkutuberezi carmeni
Ezkutuberezi carmeni è un pesce osseo estinto, appartenente agli ellimmittiformi. Visse nel Cretacico inferiore (Valanginiano - Barremiano, circa 135 - 125 milioni di anni fa) e i suoi resti fossili sono stati ritrovati in Spagna.

## Descrizione
Questo pesce possedeva un corpo compresso lateralmente e molto alto, ed era lungo circa dieci centimetri. Era dotato, come tutti gli ellimmittiformi, di scudi ossei dorsali antistanti alla pinna dorsale e di una serie di scudi allungati nella zona ventrale. 
Ezkutuberezi era caratterizzato dalla peculiare forma dell'ultimo scudo dorsale, di grandi dimensioni e simile a un artiglio. Era inoltre dotato di una supramaxilla posteriore con un lungo processo anteriore che formava un angolo di 90° con il corpo principale dell'osso, di due sole ossa epurali e del terzo ipurale dotato di una cresta longitudinale submediana.

## Classificazione
Ezkutuberezi carmeni venne descritto per la prima volta nel 2000, sulla base di resti fossili ritrovati nella valle di Arratia (Paesi Baschi, Spagna), in terreni risalenti al Cretaceo inferiore. Ezkutuberezi è il più antico clupeomorfo europeo. 
La morfologia degli scudi dorsali indica che Ezkutuberezi era un membro degli ellimmittiformi, un gruppo di pesci clupeomorfi affini ai clupeiformi, tipici del Cretaceo e del Paleogene. Studi più recenti ritengono che Ezkutuberezi, nonostante l'antichità, sia un membro derivato dei Paraclupeidae, la famiglia più specializzata degli ellimmittiformi. Possibili parenti stretti di questo animale sono Scutatuspinosus, Rhombichthys ed Ellimmichthys.

## Paleoecologia
Ezkutuberezi viveva in un sistema lacustre dalle acque basse, periodicamente riempito grazie a canali confluenti in un delta. La deposizione avveniva in un ambiente di acqua dolce e salmastra, occasionalmente influenzato da incursioni marine (Poyato-Ariza et al., 2000).